# Brennstoffzellenheizung
Eine Brennstoffzellenheizung, auch stromerzeugende Heizung genannt, nutzt eine Brennstoffzelle, um die chemische Energie von Brennstoffen wie Wasserstoff, Erdgas, Methanol oder Butan hauptsächlich in genutzte Wärme und daneben auch in elektrische Energie (Strom) zu wandeln. Je nach Auslegung und Betriebsweise überwiegt ein Anteil der beiden Energiearten, bis zu zwei Drittel zu ein Drittel. Es handelt sich um Mikro-Kraft-Wärme-Kopplung, die auch für Einfamilienhäuser geeignet ist, also um ein Blockheizkraftwerk. Allerdings wird der Begriff BHKW meist für die üblichen großen mechanischen Wärmekraftmaschinen verwendet, Kolbenmotoren und Gasturbinen, die in großen Gebäudekomplexen und für Nahwärme angewendet werden.
Die Zelle dient im wärmegeführten Betrieb der Gebäudeheizung, wobei gleichzeitig Strom abfällt. Dieser kann zur Nutzung im Gebäude verwendet werden, zur zusätzlichen Heizwirkung direkt oder über Wärmepumpe herangezogen werden, oder in das Stromversorgungsnetz eingespeist werden. Wird eine Brennstoffzelle hauptsächlich zur Stromerzeugung genutzt, etwa in warmen Jahreszeiten in stromgeführten Betrieb zur Versorgung von Klimaanlagen oder zur E-Auto-Ladung, so ist die dabei abfallende Wärme meist nicht sinnvoll nutzbar. Insbesondere in Brennstoffzellenfahrzeugen muss die Wärme durch Kühler abgeführt werden.
Die gesamte Energieeffizienz aus Strom und Wärme eines Brennstoffzellen-Heizgeräts liegt aufgrund der Doppelnutzung bei 85 bis 95 %. Der Gesamtwirkungsgrad ist wesentlich höher als bei herkömmlich, getrennt erzeugter Wärme im Haus und Strom durch Kraftwerke. Rund die Hälfte an CO2-Emission kann eingespart werden. Auch die Betriebskosten sind vergleichsweise gering.
Brennstoffzellenheizungen sind in der Anschaffung noch deutlich teurer als herkömmliche Heizkessel. Ihr Einbau wurde in Deutschland (Erneuerbare-Energien-Wärmegesetz) und wird in Japan staatlich subventioniert und in der EU gefördert. Brennstoffzellenheizungen werden vor allem in Japan verwendet: Dort wurden aufgrund der langjährigen Subventionen von 2009 bis 2023 mehr als eine halbe Million solcher Systeme installiert, genauer über 503.200 Stück. Gemessen an der Zahl der eingesetzten Systeme ist die Brennstoffzellenheizung daher seit einigen Jahren die bedeutendste Anwendung von Brennstoffzellen, denn Brennstoffzellenfahrzeuge gab es Ende 2022 weltweit nur 72000.

## Vor- und Nachteile
Bei herkömmlicher Kraft-Wärme-Kopplung wird durch die kontrollierte Verbrennung von Brennstoffen zunächst Wärme erzeugt. Diese thermische Energie wird dann in mechanische und schließlich elektrische Energie umgewandelt, und die Restwärme wird ebenfalls genutzt. Eine Brennstoffzelle erhält elektrische Energie aus der Energie der zugeführten Gase ohne den Umweg über thermische und mechanische Energie und kann daher hohe Wirkungsgrade erreichen. Bei Brennstoffzellenheizungen liegt der Wirkungsgrad bezogen auf die erhaltene elektrische Energie bei 60 %. Durch die Nutzung der Wärmeenergie können für den Gesamtwirkungsgrad Werte über 95 % erreicht werden.
Brennstoffzellenheizungen sind – wie auch andere Anwendungen von Brennstoffzellen – leise und zuverlässig (Einsatzbereitschaft 99 %, keine verschleißanfälligen mechanischen Teile). Sie gelten als „sauber“, da sie nicht nur weniger Kohlenstoffdioxid (CO2) abgeben als herkömmliche Heizungen, sondern auch keine Partikel (Feinstaub), Schwefeldioxid und Stickoxide, wie es z. B. bei herkömmlichen Öl-, Gas- oder Holzheizungen der Fall ist. Der für die Brennstoffzelle benötigte Wasserstoff wird mit Hilfe eines Reformers aus dem Brennstoff Erdgas und beigefügtem Wasserdampf gemäß CH4 + H2O → CO + 3 H2 erzeugt. Das bei diesem Prozess entstehende Kohlenstoffmonoxid (CO) wird im Reformer zu Kohlenstoffdioxid (CO2) oxidiert. Hauptnachteil solcher Systeme ist der hohe Anschaffungspreis.

## Gase und Gasbehandlung, Funktionen
Das Gesamtsystem wird zumeist mit Erdgas gespeist. Auch die Verwendung von Flüssiggas (LPG, von engl. Liquefied Petroleum Gas) ist bei geeigneter Auslegung möglich. Erdgas oder andere Kohlenwasserstoffe werden mittels Dampfreformierung innerhalb des Systems so umgesetzt, dass Wasserstoff für den Betrieb der Brennstoffzelle erhalten wird. Brenngase wie Erdgas müssen vor der Verwendung entschwefelt werden; dies erfolgt inzwischen wartungsfrei. Brennstoffzellenheizungen haben z. B. einen integrierten Erdgaskessel, der einen erhöhten Wärmebedarf (vor allem im Winter) durch herkömmliche Verbrennung deckt.

## Historisches
Die Forschung zur Hausversorgung mittels Brennstoffzellen begann in den 1990er Jahren in Japan, Deutschland und Großbritannien mit starker staatlicher Unterstützung.

### Vorgeschichte
Die erste praktische Anwendung von Brennstoffzellen war die Weltraumfahrt der 1960er und 1970er Jahre, insbesondere die bemannte Raumfahrt mit hohen Anforderungen. Die ersten Geräte kamen wegen der begrenzten Dauer der Missionen (im Gemini-Programm z. B. nur wenige Stunden oder Tage, im Apollo-Programm weniger als zwei Wochen) auf nur wenige Betriebsstunden, wobei die Besatzungen von Skylab und diversen Saljut mehrere Monate im All waren. Für das Space Shuttle (Erstflug 1981) mussten die Brennstoffzellen-Stromversorgungen nicht nur leistungsstark, sondern auch sehr langlebig sein und wurden dementsprechend entwickelt, getestet und zum Einsatz gebracht. Erst danach wurden die Brennstoffzellen auch für kommerzielle und nichtmilitärische Anwendungen interessant.

### Entwicklung in Japan
1987 hatte eine Unternehmenskooperation mehrerer Firmen (Osaka Gas, Tokyo Gas und die US-amerikanische Westinghouse Electric Company) ein 3-kW-SOFC-Modul getestet. 1992 wurde dann ein 25-kW-System mit Wärme-Kopplung in Betrieb genommen, das mit einem alterungsbedingten Abbau von 0,1 % pro 1000 Betriebsstunden ein für damalige Verhältnisse relativ stabiles Betriebsverhalten zeigte.
Im Zeitraum von 1992 bis etwa 2000 wurde mit Grundlagenforschung zu PEM-Brennstoffzellen eine Basis für die folgende Entwicklung geschaffen. 2001 bis 2004 wurde die Forschung und Entwicklung der Zellstapel und Systeme auch im Hinblick auf Verringerung der Kosten und der Verbesserung der Haltbarkeit vorangetrieben. In den Jahren von 2005 bis 2008 liefen Demonstrationsprojekte, bei denen verschiedene Brennstoffe und Lastverläufe im japanischen Markt getestet wurden. Ab 2009 erfolgte der kommerzielle Verkauf der Systeme. Ebenfalls 2009 gab der japanische Premierminister bekannt, bis 2020 eine Reduktion der CO2-Emissionen um 25 % gegenüber 1990 anzustreben.
Nach dem Tōhoku-Erdbeben am 11. März 2011 kam es zur Nuklearkatastrophe von Fukushima. Daraufhin wurden die anderen Kernkraftwerke Japans auf ihre Sicherheit überprüft und dazu abgeschaltet. In dieser Situation kam es auch zu Knappheit in der Versorgung mit elektrischer Energie. Deshalb war die effiziente Nutzung der Primärenergie in Brennstoffzellen besonders willkommen, und die mit Brennstoffzellenheizung ausgestatteten Gebäude milderten die Folgen der Stromausfälle und Stromabschaltungen.
Bis September 2015 waren in Japan über das ENE-Farm-Programm 120.000 Brennstoffzellenheizungen installiert. Die Kosten entsprechender Systeme gingen in den Jahren 2011 bis 2016 deutlich zurück (von 2,44 auf 1,35 Millionen Yen, etwa von 15.300 auf 8.200 €uro). Im April 2019 waren etwa 305.000 Brennstoffzellenheizungen installiert. Die Zahl der verkauften Geräte überschritt im November 2019 die Zahl von 300.000, im April 2021 waren es über 350.000 und im August 2021 über 400.000. 2021 waren es über 433.000 und 2022 über 480.000.

### Entwicklung und Vertrieb in Europa und den USA

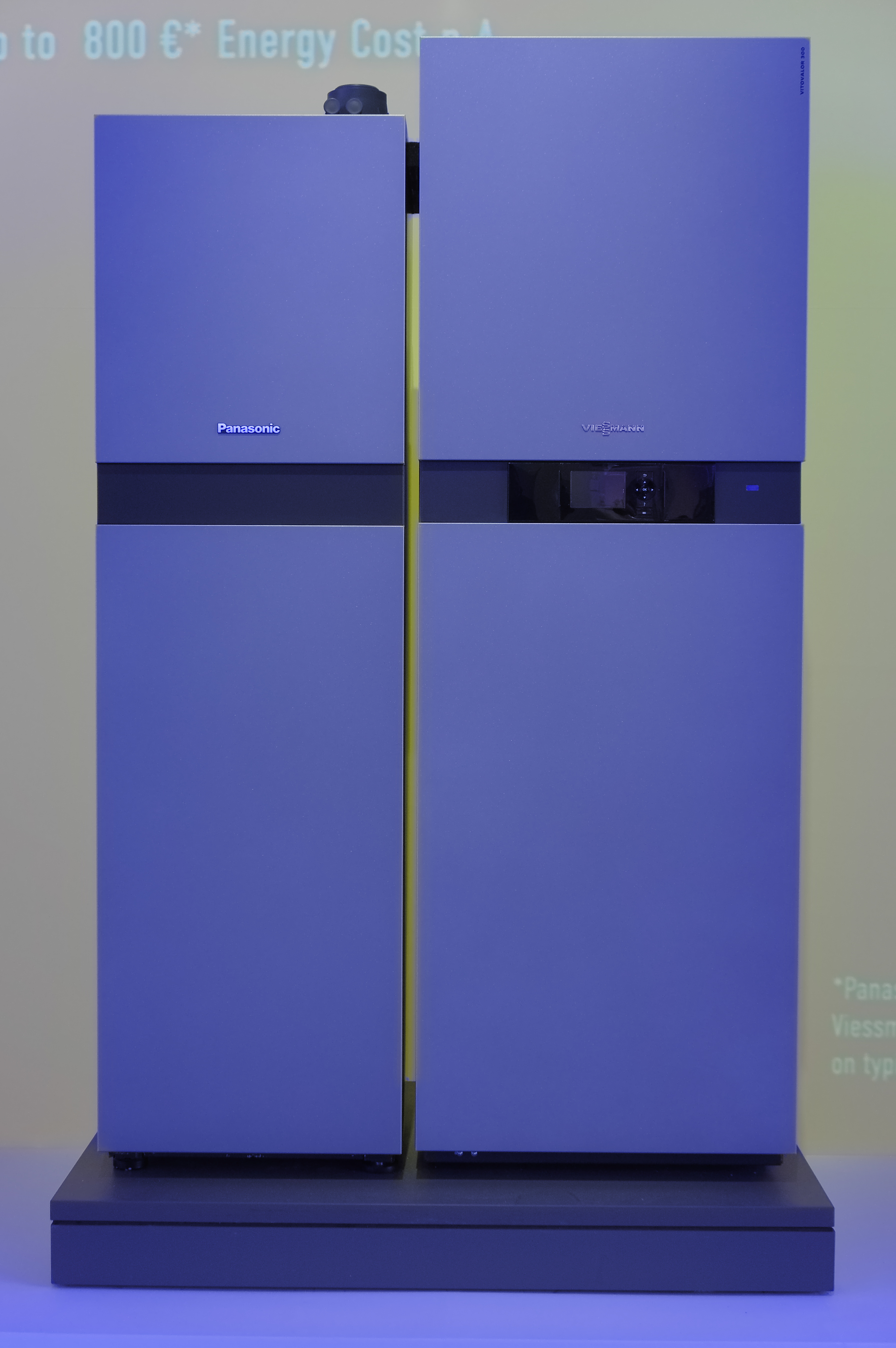
Heizsystem Vitovalor 300-P von Viessmann mit Brennstoffzelle von Panasonic zur kombinierten Strom- und Wärmegewinnung

Das deutsche Unternehmen Vaillant stellte 1998 Brennstoffzellen für Hausheizungen vor, die in einem Gemeinschaftsprojekt mit dem US-amerikanischen Unternehmen Plug Power entstanden waren. 2002 installierten sie ein System, das 4 kW elektrisch und 9 kW Wärme lieferte; Plug Power lieferte das Brennstoffzellenmodul, Vaillant integrierte es in das Gesamtsystem. Zur weiteren Verbesserung ihrer HT-PEM-Systeme erhielten sie zusammen 2006 eine Förderung durch die Europäische Kommission und durch das US Department of Energy, das 3,6 Millionen Dollar beisteuerte.
Die erste kommerzielle Brennstoffzellenheizung für den deutschen Markt wurde von Viessmann angeboten, deren PEMFC-Zelle vom japanischen Hersteller Panasonic zugeliefert wurde. Das Gerät nutzt Erdgas, welches im Gerät entschwefelt und reformiert wird.
2014/2015 lieferte eine Reihe von Herstellern Brennstoffzellenheizungen, darunter auch Baxi Innotech (PEMFC), Buderus (SOFC), Elcore (PEMFC), Junkers (SOFC), SOLIDpower (SOFC), Vaillant (SOFC) und Viessmann (PEMFC).

### Abgelaufene Förderung in Deutschland und in der EU
Ab dem 1. August 2016 wurden stationäre Brennstoffzellenheizungen in Deutschland durch das Bundesministerium für Wirtschaft und Energie BMWi im Rahmen des „Anreizprogramms Energieeffizienz“ gefördert, wobei die Förderung bei der KfW  (Programm 433) beantragt wurde. Es wurden bis zu 34.300 Euro bezuschusst. Daraufhin wurden in Deutschland bis zum Juli 2018 mehr als 2500 Anlagen mit rund 37 Millionen Euro gefördert. Bis Januar 2019 erhöhte sich die Zahl der bewilligten KfW-Anträge auf insgesamt knapp 5700, bis September 2019 auf 8900, bis Juni 2020 auf 13.000 und bis einschließlich Dezember 2020 auf über 15.000. Ende 2022 wurde das KfW-Programm 433 eingestellt.
Im Rahmen des von der Europäischen Kommission unterstützten Projekts „ene.field“ wurden im Zeitraum von 2011 bis 2017 1046 Brennstoffzellenheizungen installiert. Im Nachfolgeprojekt „PACE“ wurden mit einem Projektbudget von 90 Millionen Euro von 2015 bis 2022 in 11 europäischen Ländern 2800 solcher Systeme in Betrieb genommen.